# Ankō Itosu
Ankō Itosu (糸洲安恒, tiếng Okinawa: Ichiji Ankō, tiếng Nhật: Itosu Ankō, 1831 - 11 tháng 3 năm 1915) được xem là "cha đẻ của karate hiện đại", mặc dù danh hiệu này cũng được trao cho Gichin Funakoshi vì sau này Gichin Funakoshi có công lớn trong việc truyền bá karate tại Nhật Bản.

## Tiểu sử
Itosu sinh năm 1831 và mất năm 1915.  Một Ryechkyan Pechin cấp thấp, Itosu dáng người nhỏ bé, nhút nhát và sống nội tâm khi còn nhỏ. Ông được nuôi dưỡng trong một ngôi nhà nghiêm ngặt của keimochi (một gia đình có chức vụ) và được giáo dục về kinh điển và thư pháp Trung Quốc. Itosu bắt đầu nghiên cứu tode (karate) dưới thời Nagahama Chikudun Pechin. Nghiên cứu về nghệ thuật của ông đã đưa ông đến Sokon Matsumura. Một phần trong khóa đào tạo của Itosu là makiwara thực hành. Itosu từng buộc một đôi dép da vào một bức tường đá trong một nỗ lực để xây dựng một makiwara tốt hơn. Sau nhiều lần đình công, hòn đá rơi xuống từ bức tường. Sau khi di dời vị trí của makiwara nhiều lần, Itosu đã phá hủy bức tường.
Itosu từng là thư ký cho vị vua cuối cùng của Vương quốc Lưu Cầu cho đến khi Nhật Bản bãi bỏ chế độ quân chủ bản địa có trụ sở tại Okinawa vào năm 1879.  Năm 1901, ông là công cụ đưa karate được đưa vào trường học của Okinawa. Năm 1905, Itosu là giáo viên bán thời gian của To-te tại trường trung học cơ sở đầu tiên của Okinawa. Chính tại đây, ông đã phát triển phương pháp dạy các kỹ thuật karate có hệ thống vẫn còn trong thực tế ngày nay.  Ông đã tạo và giới thiệu các bài kata (bài quyền) Pinan (tiếng Heian trong tiếng Nhật) là các bước học tập cho sinh viên, bởi vì ông cảm thấy các bài kata cũ hơn quá khó để học sinh có thể học. Năm bài kata Pinan (được cho là) được tạo ra bằng cách vẽ từ hai hình thức cũ hơn: kusanku và chiang nan. Năm 1908, Itosu đã viết "Mười giới" (Tode Jukun) có ảnh hưởng" của karate, vượt ra ngoài Okinawa đến Nhật Bản. Phong cách karate của Itosu, Shorin-ryu, được biết đến với cái tên Itosu-ryu để nhận ra kỹ năng, sự thành thạo và vai trò là giáo viên của ông đối với nhiều người.
Trong khi Itosu không tự mình phát minh ra karate, ông đã sửa đổi kata (bài quyền) mà anh ta học được từ chủ nhân của mình, Matsumura và dạy nhiều bậc thầy karate. Các học sinh của Itosu bao gồm Choyu Motobu, Choki Motobu, Kentsu Yabu, Chomo Hanashiro, Gichin Funakoshi, Kanken Toyama, Shinpan Shiroma (Gusukuma), Anbun Tokuda, Kenwa Mabuni và Chōshin Chibana.

## Mười giới luật (Tode Jukun) của Karate
Vào tháng 10 năm 1908, Itosu đã viết một bức thư "Mười giới (Tode Jukun) của Karate" để thu hút sự chú ý của Bộ Giáo dục và Bộ Chiến tranh ở Nhật Bản. Một bản dịch của bức thư đó có nội dung:

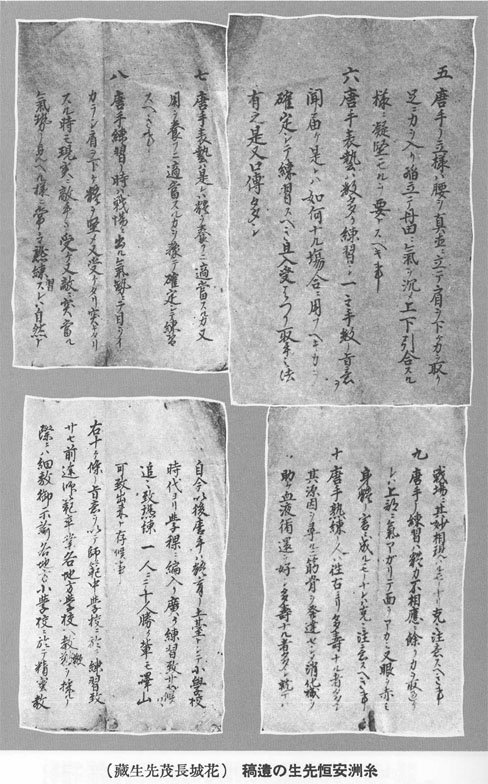
Mười giới luật của Karate
Karate không phát triển từ Phật giáo hay Nho giáo. Trong quá khứ, trường Shorin-ryu và trường Shorei-ryu được đưa đến Okinawa từ Trung Quốc. Cả hai trường này đều có những điểm mạnh, mà bây giờ tôi sẽ đề cập trước khi có quá nhiều thay đổi:
1. Karate không chỉ đơn thuần được luyện tập vì lợi ích của bạn; nó có thể được sử dụng để bảo vệ gia đình hoặc chủ nhân. Nó không có ý định được sử dụng để chống lại một kẻ tấn công duy nhất mà thay vào đó là một cách để tránh một cuộc chiến nên người ta phải đối mặt với một kẻ xấu hoặc kẻ côn đồ.
2. Mục đích của karate là làm cho cơ bắp và xương cứng như đá và sử dụng tay và chân làm giáo. Nếu trẻ em bắt đầu đào tạo ở Tang Te  khi còn học tiểu học, thì chúng sẽ rất phù hợp cho nghĩa vụ quân sự. Hãy nhớ những lời được gán cho Công tước Wellington sau khi ông đánh bại Napoleon: "Trận chiến Waterloo đã chiến thắng trên các sân chơi của Eton".
3. Karate không thể nhanh chóng được học. Giống như một con bò di chuyển chậm, nó cuối cùng đi một ngàn dặm. Nếu một người luyện tập siêng năng mỗi ngày, thì trong ba hoặc bốn năm nữa, người ta sẽ hiểu về karate. Những người đào tạo theo cách này sẽ khám phá karate.
4. Trong karate, việc luyện tập tay và chân rất quan trọng, vì vậy người ta phải được đào tạo kỹ lưỡng về makiwara.  Để làm điều này, thả vai, mở phổi, giữ sức mạnh của bạn, giữ chặt sàn bằng chân và chìm năng lượng của bạn vào bụng dưới. Thực hành sử dụng mỗi cánh tay một đến hai trăm lần mỗi ngày.
5. Khi một người thực hành các tư thế của Tang Te, hãy chắc chắn giữ thẳng lưng, hạ thấp vai, dồn sức vào chân, đứng vững và thả năng lượng vào bụng dưới.
6. Thực hành từng kỹ thuật của karate nhiều lần, việc sử dụng được truyền qua truyền miệng. Tìm hiểu các giải thích tốt, và quyết định khi nào và theo cách nào để áp dụng chúng khi cần thiết. Nhập, truy cập, phát hành là quy tắc phát hành tay (torite).
7. Bạn phải quyết định xem karate là vì sức khỏe của bạn hay để hỗ trợ cho nhiệm vụ của bạn.
8. Khi bạn luyện tập, hãy làm như thể trên chiến trường. Mắt bạn nên lườm, thả vai và cơ thể cứng lại. Bạn nên luôn luôn luyện tập với cường độ và tinh thần, và theo cách này, bạn sẽ tự nhiên sẵn sàng.
9. Người ta không được vượt qua; điều này sẽ khiến bạn mất năng lượng ở vùng bụng dưới và sẽ gây hại cho cơ thể. Mặt và mắt của bạn sẽ đỏ lên. Huấn luyện khôn ngoan.
10. Trong quá khứ, các bậc thầy của karate đã tận hưởng cuộc sống lâu dài. Karate hỗ trợ phát triển xương và cơ bắp. Nó giúp tiêu hóa cũng như lưu thông. Nếu karate nên được giới thiệu bắt đầu ở các trường tiểu học, thì chúng tôi sẽ sản sinh ra nhiều người đàn ông mỗi người có khả năng đánh bại mười kẻ tấn công. Tôi tin thêm rằng điều này có thể được thực hiện bằng cách cho tất cả học sinh tại trường karate của giáo viên Okinawa. Theo cách này, sau khi tốt nghiệp, họ có thể dạy tại các trường tiểu học nơi họ đã được dạy. Tôi tin rằng đây sẽ là một lợi ích lớn cho quốc gia và quân đội của chúng ta. Tôi hy vọng bạn sẽ nghiêm túc xem xét đề nghị của tôi.

Anko Itosu, tháng 10 năm 1908
Bức thư này có ảnh hưởng trong việc truyền bá karate.

## Câu chuyện về Ankō Itosu
Trong cuốn tự truyện của mình: "Karate-Do: My Way of Life", Gichin Funakoshi có viết về người thầy Itosu:

### Ngoại hình
"[...]sư phụ Itosu chỉ cao trung bình, có bộ ngực tròn to như một cái thùng bia. Cho dù để hàng ria dài, ông Itosu trông khá giống một đứa trẻ ngoan ngoãn. Và đó là một vẻ bề ngoài khiến người ta dễ bị đánh lừa, vì ông có những cánh tay và bàn tay có sức mạnh ghê gớm.[...]".

### Một bậc thầy về karate
"[...]Trên thực tế, ông Itosu đã khổ luyện đến mức toàn bộ cơ thể của ông có vẻ bất khả xâm phạm. Có lần, khi ông sắp bước vào một nhà hàng ở trung tâm giải trí tại Naha thì có một thanh niên lực lưỡng từ phía sau tấn công ông bằng một cú đánh vào hông. Thậm chí không xoay người lại, ông gồng cơ bụng để cho cú đánh trượt đi và nắm lấy cổ tay phải của người tấn công. Vẫn không quay đầu lại, ông lạnh lùng kéo người thanh niên đi vào trong nhà hàng. Ông gọi thức ăn và rượu khi những người phục vụ đang sợ sệt. Vẫn nắm cổ tay người thanh niên bằng tay phải, ông nhấp một ngụm rượu từ cái ly cầm bằng tay trái, và rồi ông lôi kẻ tấn công vòng ra phía trước mình, để lần đầu tiên nhìn mặt anh ta. Sau một lát, ông mỉm cười và nói:" Tôi không hiểu tại sao anh lại tấn công tôi, nhưng chúng ta hãy uống cùng với nhau". Có thể dễ dàng hình dung sự kinh ngạc của người thanh niên trước cách cư xử như thế.
Ông Itosu còn có một cuộc chạm trán nổi tiếng khác với một thanh niên liều lĩnh, cũng là huấn luyện viên karate của một võ phái ở Okinawa. Có tính hiếu chiến và rất tự hào về sức mạnh của mình, thanh niên này có một thói quen xấu là ẩn nấp ở những con đường tối và khi có một người bộ hành đơn độc nào tình cờ đi qua thì anh ta có thể sẽ lao ra hạ con người tội nghiệp đó. Anh ta tự tin đến nỗi cuối cùng quyết định rằng sẽ tấn công ông Itosu một cách bất ngờ. Một đêm nọ, anh ta đi theo ông Itosu đến cuối một con đường và lẻn đến từ phía sau, lấy hết sức mình đấm mạnh vào lưng bậc thầy Karate. Kinh ngạc vì đối thủ của mình không bị sao cả, người thanh niên mất thăng bằng và cùng lúc đó anh ta cảm thấy cổ tay phải của mình bị nắm chặt cứng. Người thanh niên cố dùng tay còn lại để thoát ra, nhưng dĩ nhiên là anh ta không thành công. Sức nắm bàn tay ở ông Itosu đã thành giai thoại ở Okinawa. Như tôi đã nói đến ở phần trước, ông có thể nghiền nát một thân cây tre dày chỉ với một bàn tay. Ông Itosu tiếp tục bước đi, kéo anh chàng kia đi theo trong khi ông cũng chẳng buồn quay lại nhìn. Nhận thấy mình đã thất bại hoàn toàn, người thanh niên xin được tha thứ. Ông Itosu hỏi nhẹ nhàng: "Nhưng anh là ai?"  – Người thanh niên đáp: "Tôi là Goro". Lúc này, lần đầu tiên ông Itosu nhìn anh ta và ông lẩm bẩm: "À, anh thật sự không nên thử những trò đó với một ông già như tôi". Chỉ nói thế, ông thả tay người thanh niên ra, và đi tiếp.[...]".
"[...]Trong khi đó, thầy Itosu khuyên tôi nên rèn luyện cơ thể của mình để có thể chịu được bất cứ đòn đánh nào, dù mạnh đến đâu đi nữa. Ý ông ấy là, tôi không chỉ phải rèn luyện cơ thể của mình cho đến khi nó trở nên rắn chắc mà cũng còn phải tập luyện hàng ngày tất cả các kỹ thuật khác của karate.
Giờ đây, tôi nhớ lại một sự kiện khác, khi mà ông Itosu gặp phải một nhóm côn đồ. Nhưng chỉ trong chốc lát tất cả những gã lưu manh đã nằm bất tỉnh trên đường phố. Có một người chứng kiến, thấy rằng ông Itosu không còn gặp nguy hiểm nữa nên vội chạy về gặp ông Azato để kể lại sự việc. Cắt ngang lời kể của anh ta, ông Azato nói: " Và rồi tất cả những kẻ đó đều nằm úp mặt bất tỉnh ở trên đường có đúng không?". Quá ngạc niên, người kia thừa nhận đúng là như thế, nhưng thắc mắc tại sao ông Azato có thể biết được. Ông Azato bảo: "Chẳng có ai am tường karate lại hèn hạ tấn công từ phía sau. Và nếu như ai đó không biết karate lại tấn công từ phía trước thì anh ta sẽ ngã ngửa xuống đất. Ta biết ông Itosu, những cú đấm của ông ấy sẽ khiến những kẻ tấn công ngã úp mặt. Ta sẽ khá ngạc nhiên nếu như có ai đó trong bọn họ có thể thoát được".
Một lần khác, ông Itosu giật mình tỉnh dậy giữa đêm vì một số tiếng động lạ từ cổng ngôi nhà của mình. Khi ông nhẹ nhàng tiếng gần về phía phát ra tiếng động, ông nhận ra có ai đó đang cố gắng mở khóa cổng. Ngay lập tức, chỉ bằng một đòn đánh,ông đấm thủng cánh cổng bằng gỗ. Cùng lúc đó, ông thọc tay qua lỗ thủng và nắm lấy cổ tay tên trộm. Thông thường, một karateka trung bình nếu đấm vỡ một miếng ván dày thì nó thường văng ra thành nhiều mảnh. Còn trong trường hợp này, chỉ có một lỗ thủng hình tròn, tôi biết điều đó là thật vì tôi nghe chính ông Azato kể lại như vậy.[...]"